# Ferrovia Tolosa-Bayonne
La ferrovia Tolosa - Bayonne è una delle principali linee ferroviarie del sud-est della Francia ed è conosciuta anche con il nome di Trasversale pirenaica. Le principali caratteristiche di questa linea sono una precoce elettrificazione, la forte pendenza e una grande quantità di treni pellegrini per Lourdes.

## Storia
La ferrovia Tolosa - Bayonne è entrata in funzione man mano che diversi segmenti venivano completati: nel 1861 è stato inaugurato il primo tratto tra Tolosa e Montréjeau, seguito nel 1863 da un secondo tratto tra Pau e Bayonne: l'inaugurazione ufficiale è avvenuta nel 1866 con la conclusione dei lavori di realizzazione del tratto centrale da Montréjeau a Pau, passando per Tarbes. Inizialmente costruita a binario unico, tra il 1869 e il 1900 è stato aggiunto un secondo binario da Tolosa a Puyoô. In questo periodo sono state create numerose linee secondarie, chiamata antenne pirenaiche, che si staccavano dalla ferrovia principale per raggiungere i piccoli centri sui Pirenei: la maggior parte di queste furono successivamente chiuse.
A causa della forte pendenza che caratterizza la parte centrale della linea e per la scarsità di carbone nella regione, la Compagnie du Midi è stata subito interessata ad utilizzare una trazione elettrica: già nel 1913 il tronco Tarbes - Lourdes è stato elettrificato a 12 kV. Al termine della prima guerra mondiale si è deciso di optare per una elettrificazione a 1500 V continua, che sarà completata su tutta la linea nel 1930.
Durante il 1940 con l'armistizio della seconda guerra mondiale, la linea si è trovata divisa in un due: da un lato la zona libera, dall'altra quella occupata dai tedeschi, che obbligavano una sosta dei treni di 30 minuti nella stazione di Orthez.
La creazione di un complesso petrolchimico a Lacq-Artix ha permesso di rafforzare il traffico merci, mentre il traffico passeggeri nel 1990, con l'introduzione di treni TGV, ha subito un forte incremento grazie anche all'introduzione di quattro coppie di treni che seguono l'itinerario Tarbes - Parigi. Nel 2004 dei lavori di ammodernamento hanno permesso di rafforzare la capacità della linea tra Portet-Saint-Simon e Muret, grazie all'introduzione di un sistema automatico per la spaziatura tra i treni.
Da aprile ad ottobre i pellegrinaggi a Lourdes rappresentano il principale traffico della linea. Già nel 1908, durante il 50º anniversario dalle apparizioni mariane, sono transitati 525 treni speciali; nel 2005 i treni speciali sono stati 404, il 44% provenienti dalla Francia e il 33% dall'Italia.

## Percorso
| Continuation backward |

|  |  | Unknown route-map component "ABZg+l" | Unknown route-map component "CONTfq" |  |

| Station on track |

|  |  | Unknown route-map component "ABZgl" | Unknown route-map component "CONTfq" |  |

| Unknown route-map component "hKRZWae" |

| Stop on track |

| Unknown route-map component "hKRZWae" |

| Unknown route-map component "hKRZWae" |

|  | Unknown route-map component "CONTgq" | Unknown route-map component "ABZgr" |  |  |

| Station on track |

|  |  | Unknown route-map component "ABZgl" | Unknown route-map component "CONTfq" |  |

| Stop on track |

| Unknown route-map component "hKRZWae" |

| Unknown route-map component "SKRZ-Au" |

| Stop on track |

| Stop on track |

| Unknown route-map component "SKRZ-Au" |

| Stop on track |

| Unknown route-map component "eHST" |

| Stop on track |

| Stop on track |

| Unknown route-map component "SKRZ-Ao" |

| Station on track |

| Unknown route-map component "hKRZWae" |

|  |  | Unknown route-map component "eABZgl" | Unknown route-map component "exCONTfq" |  |

| Stop on track |

| Unknown route-map component "hKRZWae" |

| Stop on track |

| Unknown route-map component "SKRZ-Au" |

| Stop on track |

| Stop on track |

| Unknown route-map component "hKRZWae" |

| Unknown route-map component "eHST" |

|  |  | Unknown route-map component "ABZg+l" | Unknown route-map component "CONTfq" |  |

| Station on track |

| Unknown route-map component "hKRZWae" |

| Unknown route-map component "eHST" |

| Unknown route-map component "eHST" |

| Unknown route-map component "eHST" |

| Unknown route-map component "SKRZ-Au" |

| Unknown route-map component "hKRZWae" |

| Unknown route-map component "hKRZWae" |

| Station on track |

|  |  | Unknown route-map component "ABZgl" | Unknown route-map component "CONTfq" |  |

| Stop on track |

| Unknown route-map component "SKRZ-Ao" |

| Unknown route-map component "eHST" |

| Unknown route-map component "hKRZWae" |

| Stop on track |

| Unknown route-map component "eHST" |

| Enter and exit tunnel |

| Unknown route-map component "hKRZWae" |

| Unknown route-map component "eHST" |

|  |  | Unknown route-map component "ABZg+l" | Unknown route-map component "CONTfq" |  |

| Enter and exit tunnel |

| Enter and exit tunnel |

| Unknown route-map component "eBHF" |

| Unknown route-map component "eHST" |

| Unknown route-map component "hKRZWae" |

| Station on track |

|  | Unknown route-map component "CONTgq" | Unknown route-map component "ABZgr" |  |  |

| Unknown route-map component "hKRZWae" |

| Unknown route-map component "eHST" |

| Stop on track |

| Unknown route-map component "eHST" |

|  |  | Unknown route-map component "eABZg+l" | Unknown route-map component "exCONTfq" |  |

| Station on track |

| Stop on track |

| Stop on track |

| Unknown route-map component "hKRZWae" |

| Unknown route-map component "eHST" |

| Stop on track |

| Unknown route-map component "eHST" |

| Unknown route-map component "eHST" |

| Stop on track |

| Unknown route-map component "hKRZWae" |

| Station on track |

|  |  | Unknown route-map component "ABZgl" | Unknown route-map component "CONTfq" |  |

| Unknown route-map component "hKRZWae" |

| Unknown route-map component "eHST" |

| Unknown route-map component "eHST" |

| Unknown route-map component "hKRZWae" |

| Unknown route-map component "eHST" |

| Unknown route-map component "hKRZWae" |

| Unknown route-map component "hKRZWae" |

| Station on track |

|  | Unknown route-map component "ABZgl" | Unknown route-map component "KDSTeq" |

| Unknown route-map component "eHST" |

| Unknown route-map component "SKRZ-Au" |

| Unknown route-map component "eHST" |

| Station on track |

| Unknown route-map component "hSTRae" |

| Unknown route-map component "SKRZ-Au" |

| Unknown route-map component "SKRZ-Au" |

| Unknown route-map component "eHST" |

|  |  | Unknown route-map component "eABZg+l" | Unknown route-map component "exCONTfq" |  |

| Station on track |

|  | Unknown route-map component "CONTgq" | Unknown route-map component "ABZgr" |  |  |

| Unknown route-map component "eHST" |

| Unknown route-map component "eHST" |

| Unknown route-map component "eHST" |

| Stop on track |

| Unknown route-map component "eHST" |

| Unknown route-map component "hKRZWae" |

| Unknown route-map component "eHST" |

| Unknown route-map component "hKRZWae" |

| Unknown route-map component "eHST" |

| Unknown route-map component "eHST" |

| Stop on track |

| Unknown route-map component "eHST" |

| Unknown route-map component "eHST" |

| Unknown route-map component "SKRZ-Au" |

| Unknown route-map component "eHST" |

| Enter and exit tunnel |

|  | Unknown route-map component "STR+c2" | Unknown route-map component "CONT3" |

|  | Straight track + Unknown route-map component "ABZ+1l" | Unknown route-map component "CONTfq" + Unknown route-map component "STRc4" |

| Enter and exit tunnel |

| Unknown route-map component "hKRZWae" |

| Enter and exit short tunnel |

| Station on track |

| Continuation forward |